# Cayo Ancio Restión
Cayo o Gayo Ancio Restión  fue un político romano del siglo I a. C.
Fue proscrito por los triunviros en el año 43 a. C., pero pudo escapar a Sicilia junto a Sexto Pompeyo gracias a la fidelidad de un esclavo. En una moneda del año 47 a. C. se menciona a un triumvir monetalis, Cayo Ancio, que ha sido identificado con este personaje y con el hijo del tribuno de la plebe Cayo Ancio Restión.